# Mavro Vetranović
Mavro Vetranović (Mauro Vetrani) (* 1482 in Dubrovnik, Republik Ragusa; † 1576)
war ein dalmatinischer Schriftsteller und Benediktiner.

## Leben
Vetranović wurde 1482 in Dubrovnik in der damaligen Republik Ragusa, (heute Kroatien) geboren. Im Jahre 1507 trat er dem Benediktinerorden auf der Insel Mljet bei, nach einer Studienzeit in Monte Cassino in Italien kehrte er als Abt des Klosters nach Mljet zurück. Im 16. Jahrhundert war das Kloster das Zentrum der Mljet-Kongregation (Congregatio Melitensem oder Melitanam), in der alle Klöster der Benediktinermönche im Gebiet der Republik Dubrovnik versammelt waren, und Vetranović war der erste Präsident der Kongregation.
Er schrieb viel und hinterließ eine große Sammlung von Werken, darunter Prosa, Drama, religiöse und satirische Poesie und eine unvollendete epische Poesie, die 4374 Verse umfasst. In seinem Schreiben entpuppte er sich als patriotischer Ragusaner, der möglicherweise auch eine Identität mit anderen Dalmatinern und Kroaten geteilt hat.
Der kroatische Wissenschaftler Franjo Švelec hat die Arbeit von Vetranović in drei Perioden unterteilt. In der ersten, bis Ende der 1520er Jahre, waren seine Themen hauptsächlich Jugend und Poesie mit romantischen und mythologischen Themen. In der zweiten, bis Ende der 1540er Jahre, wurde er von „ernsten“ Themen dominiert. Im letzten, bis zu seinem Lebensende, kehrte er etwas zu den Themen seiner Jugend zurück und schloss so den Kreislauf des Lebens und der kreativen Reise.

## Werke

### Lyrik
- religiöse Gedichte
- politische Gedichte
- Satiren
- poetische Briefe

### Dramen
- Istorija od Dijane („Die Geschichte von Diana“), Schäferspiel
- Lovac i vila („Der Jäger und die Fee“), Schäferspiel
- Orfeo („Orpheus“), fragmentarisch erhaltenes mythologisches Drama
- Uskrsnutje Isukrstovo („Die Auferstehung Jesu Christi“), religiöses Drama
- Suzana čista („Die keusche Susanna“), religiöses Drama
- Posvetilište Abramovo („Abrahams Heiligtum“), religiöses Drama
- Od poroda Jezusova („Von Jesu Geburt“), religiöses Drama
- Kako bratja prodaše Jozefa („Wie die Brüder Josef verkauften“), religiöses Drama

### Epik
- Piligrin („Der Pilger“), unvollendetes Versepos